# ریالتو (کالیفرنیا)
ریالتو (به انگلیسی: Rialto) شهری در شهرستان سن برناردینو، کالیفرنیا ایالت کالیفرنیا است که در سرشماری سال ۲۰۱۰ میلادی، ۹۹۱۷۱ نفر جمعیت داشته است.